# Neocordulia mambucabensis
Neocordulia mambucabensis – gatunek ważki z rodziny Synthemistidae. Znany tylko z miejsca typowego w Parku Narodowym Serra da Bocaina w stanie Rio de Janeiro w południowo-wschodniej Brazylii.